# Понселе, Франсуа Фредерик
Франсуа Фредерик Понселе (фр. François Frédéric Poncelet; 10 августа 1790, Музе — 24 марта 1843, Париж) — французский юрист, переводчик и преподаватель.

## Биография
Изучал право в Париже, некоторое время работал адвокатом. В 1826 году защитил диссертацию (лат. Positiones juris romani ad titulum de usuris et fructibus, издана в Париже в том же году) и стал профессором юридического факультета Парижского университета.

## Работы
Главные работы по основной специальности — лекция «История римского права» (фр. Histoire de droit romain; Париж, 1821) и более основательный «Курс истории римского права» (фр. Cours d’histoire du droit romain; Париж, 1843), а также «Очерк истории французского гражданского права» (фр. Précis de l’histoire du droit civil français). Напечатал также «Доклад о привилегиях Оперы» (фр. Rapport sur les priviléges de l’OpéraПариж, 1827). Написал ряд биографий юристов для «Biographie universelle». Перевёл с немецкого учебник Фердинанда Макельдея по римскому праву (под названием «История источников по римскому праву», «Histoire des sources de droit romain», с собственными прибавлениями). В 1812 г. вместе с Пьером Сюзанном Люка-Шампионьером подготовил одно из изданий афоризмов Ларошфуко.